# Kleisthenische Reformen
Als Kleisthenische Reformen werden die 508 / 507 v. Chr. von Kleisthenes von Athen im politischen System der attischen Polis durchgesetzten grundlegenden Reformen bezeichnet, die in der historischen Forschung als wichtige Voraussetzung für die sich nachfolgend entwickelnde attische Demokratie angesehen werden.
Nach der Peisistratiden-Tyrannis, an deren Sturz er als Exilierter mitgewirkt hatte, knüpfte Kleisthenes an das Solonische Reformwerk an, indem er durch eine fundamentale Neuordnung des Bürgerverbands in Attika die Mitwirkung aller Vollbürger im Geiste der Isonomie an politischen Entscheidungsprozessen anregte und förderte. Die ihm von Herodot deshalb attestierte Funktion des Demokratie-Begründers geht der neueren historischen Forschung allerdings zu weit. Die Grundlagen für die attische Demokratie wurden erst im 5. Jahrhundert v. Chr. gelegt, als Folge der Selbstbehauptung Athens in den Perserkriegen und des danach entstandenen attischen Seebunds, der auch den Theten als Ruderern eine militärisch-politische Bedeutung verschaffte und ihre gleichberechtigte politische Teilhabe zur Folge hatte.
Die Kleisthenische Isonomie hob die vom Vorrang adliger Geschlechter geprägte Sozialstruktur nicht auf, sorgte aber mit einer neuen Phylenordnung für die politische Durchmischung der unterschiedlichen Herkünfte in der Polisgemeinschaft. Vormachtstreben und Rangordnungskämpfe der diversen Adelsgeschlechter sollten so künftig ebenso vermieden werden wie die Wiederkehr einer Tyrannis, der man auch mit der Einführung des Scherbengerichts vorzubeugen suchte.

## Entstehungsbedingungen und Motive
Sowohl im Zeitverlauf als auch den inhaltlichen Schwerpunkten nach standen die Kleisthenischen Reformen im Zeichen der Aufarbeitung und Folgenbewältigung der durch den Sturz der Peisistratiden-Tyrannis entstandenen Situation im attischen Polisverband. Zu den neuordnungsbedürftigen Folgeproblemen gehörten nicht allein die reaktivierten Machtrivalitäten großer attischer Geschlechterverbände bzw. Adelshäuser, sondern auch die Reorganisation des Militärs und eine Neuregelung der Zugehörigkeiten zur Polis als Vollbürger. In letzterer Hinsicht hatten die Peisistratiden im eigenen Herrschaftsinteresse Ausschlüsse und Eingliederungen vorgenommen, die nun einer Revision unterzogen wurden. Zudem wurde in Bezug auf attische Bürger ein ausdrückliches Verbot der Folter beschlossen. Ein Grund für die Verfeindung der Reformanhänger um Kleisthenes einerseits und der Unterstützer des 509/508 v. Chr. amtierenden Archons Isagoras andererseits könnte in den Auseinandersetzungen um Fragen des Bürgerrechts liegen.
Bereits vor der Eskalation dieses Konflikts, der mit Hilfe Spartas zwischenzeitlich zu einer erneuten Vertreibung des Kleisthenes und seiner Anhänger aus Athen führte, könnten dessen Reformpläne vorgelegen haben und diskutiert worden sein. Vor allem die Wehrordnung bedurfte dringend der Neuordnung, da die Tyrannen für eine weitgehende Entwaffnung der Bürgerschaft gesorgt hatten. Demnach galt es nun, die Voraussetzungen für die Aufstellung einer schlagkräftigen Hoplitenphalanx zu schaffen, deren Bewaffnung wie üblich im Wege der Selbstausrüstung zu leisten war. Von heute auf morgen ließ sich das jedoch nicht bewerkstelligen.
Insbesondere kam es bei einer Neuordnung des Gemeinwesens nach dem Ende der Tyrannis aber auch auf die Erlangung innerer Stabilität für die athenische Bürgerschaft an, die ansonsten weiterhin von den Machtambitionen der bedeutenden Adelsfamilien bedroht blieb. Die Solonischen Gesetze und Institutionen waren während der Tyrannis-Ära zwar erhalten geblieben und galten weiterhin; daneben bestanden aber ebenso die gesellschaftlichen Organisationsformen fort, die bestimmten Adelshäuptern als Grundlage besonderer Machtentfaltung dienten. Nur die adligen Geschlechter besaßen eigene Kulte und übten damit Einfluss über das Volk aus, das so hier oder dort zur religiösen Klientel zählte. Die Sozialverbände der Phratrien und Phylen bildeten aber nicht nur Kultgemeinschaften, sondern stellten auch gemeinsame Heeresaufgebote.
Kleisthenes war mit seinem Reformansatz bestrebt, diese Abhängigkeitsverhältnisse und Machtballungsverbände zugunsten eines Machtausgleichs innerhalb eines neuen Institutionengefüges zu schwächen bzw. zu ersetzen. Dazu könnten ihn auch die eigenen Erfahrungen im politischen Betrieb Athens bewogen haben. Denn trotz seiner Verdienste um die Beseitigung der Tyrannis war er Isagoras und dessen Unterstützern zunächst unterlegen und neuerlich im Exil gelandet – für einen Alkmaioniden kein ungewöhnliches Schicksal.

## Demen- und Phylenreform
Kernstück des Kleisthenischen Reformwerks war die Demen- und Phylenreform, die einerseits kleinteilig und komplex, aber zugleich ganzheitlich-schlüssig angelegt war. Die Gliederung des Polisverbands in 139 Demen sowie in 10 Phylen und 30 Trittyen ergab eine fundamental veränderte, neue Partizipationsstruktur in Attika mit Auswirkungen auf politischer, militärischer und sozialer Ebene.

### Hauptmerkmale
Als strukturelle und ideelle Basis der Kleisthenischen Reformen ist die Reorganisation der Demen als politische Einheiten auf örtlich-dezentraler Ebene anzusehen. Ohne einen solchen Bezug zu den lokalen Basiskonstellationen wäre das Engagement des Volkes für den Reformentwurf des Kleisthenes, wie es sich 508 v. Chr. im Widerstand gegen Isagoras und sein spartanisches Hilfskorps zeigte, kaum erklärbar.
Folglich dürfte zunächst die Konstituierung der Demen mit Einschreibung der Bürger in die Demenregister stattgefunden haben, was ohne territoriale Abgrenzungen und Vermessungen geschehen konnte, weil es sich dabei nicht um gebietsförmig definierte Verwaltungseinheiten handelte, sondern um je örtliche Personenverbände. In den Demen wurden alle über 18-jährigen Bürger fortan registriert und bildeten mittels der dort geführten Bürgerliste den jeweils kleinsten attischen Bürgerverband. Wahrscheinlich war mit dieser Formalisierung des Erfassungsverfahrens auch eine Stärkung des Bürgerbewusstseins verbunden und eine stärkere Abgrenzung nach außen: Die bis dahin relativ leichte Integration von Zuzüglern könnte erschwert und für fest ansässige Nichtbürger (Metöken) ein eigener Rechtsstatus eingeführt worden sein. Die von Adligen dominierten Phratrien übten nun nicht mehr die Kontrolle über den Bürgerstatus aus. „Durch die Konstituierung der Demen als Selbstverwaltungseinheiten werden die alten gentilizisch-lokalen Abhängigkeitsverhältnisse zerstört.“
Der ganzheitliche Ansatz des Kleisthenischen Reformkonzepts erschließt sich mit Blick auf die Phylenreform, der eine Aufteilung Attikas in drei Großregionen zugrunde lag:
1. Asty (der Stadtkern Athens samt einem Umkreis von etwa zehn Kilometern, inklusive Küstenanteil);
2. Mesogeia (das Binnenland mit nördlicher Grenze zu Boiotien);
3. Paralia (die küstennahen Regionen ohne das zu Asty gehörige Gebiet).

Diese Großregionen wurden wiederum in jeweils zehn Teile oder Einheiten untergliedert, aus denen sich insgesamt 30 Trittyes ergaben. Indem Kleisthenes anstelle der bis dahin bestehenden vier nun zehn Phylen einrichtete, kamen auf jede der neuen Phylen je drei Trittyes. Wichtigstes Strukturmerkmal der neuen Ordnung aber war, dass jeder Phyle aus jeder der drei Großregionen je eine Trittys zugeordnet wurde. Die Aufteilung der Demen auf die Trittyes und Phylen dürfte wiederum mit Rücksicht darauf erfolgt sein, dass sich die Anzahl der wehrfähigen Hopliten annähernd gleichmäßig verteilte.
Die regionale Mischung der attischen Bürger in den neuen Phylenverbänden durchkreuzte die alten Abhängigkeitsverhältnisse: „Den Adligen blieb zwar ihr Sozialprestige, ihre wirtschaftliche Macht, ihr Vorsprung in der politischen und militärischen Ausbildung und in der Bildung überhaupt, ihre Tradition; sie blieben deshalb auch weiterhin selbstverständlich die Herrschenden in dem Sinn, daß bei ihnen allein alle Voraussetzungen politischen Handelns lagen, daß sie allein alle militärischen und politischen Führungsämter bekleideten. […] Die Adligen verloren aber ihre festen Gefolgschaften, d. h. jeder Adlige mußte sich in Zukunft die Unterstützung für seine politischen Ziele je und je erwerben.“

### Aufteilung der kleisthenischen Phylen

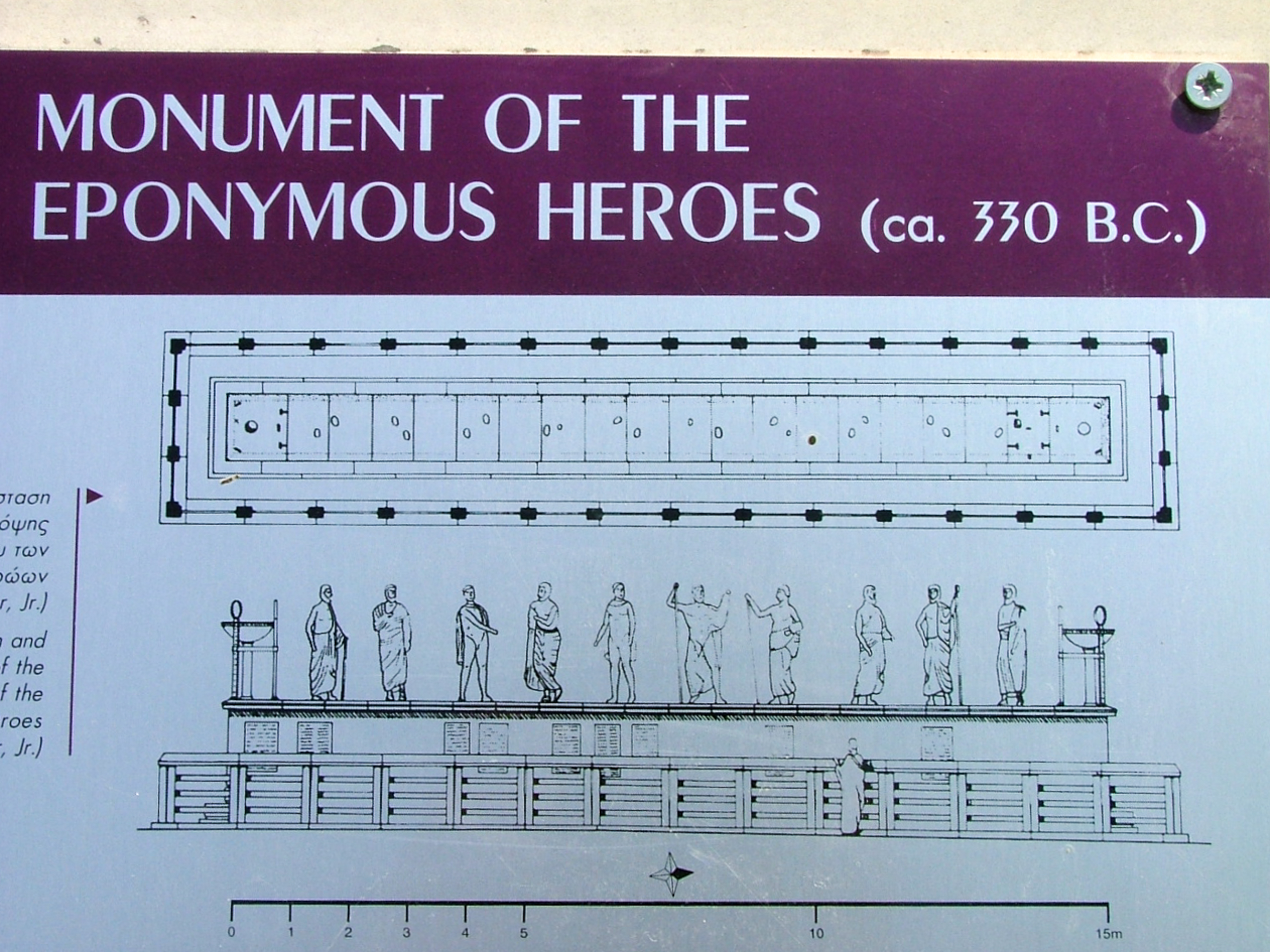
Tafel in der Ausgrabungsstätte der Athener Agora. Sie zeigt die Rekonstruktion des Monuments der Eponymen Heroen. Das Monument stellt die zehn namensgebenden Helden der Phylen dar.

Die exakte Anzahl an Demen ist nicht bekannt. Ebenso kennt man nicht alle Namen der Trittyes (vermutete Namen sind mit einem ?, vermutete Zuordnungen mit (?) gekennzeichnet).
| Phyle     | Name            | Trittys                | Demen               | Anzahl Volksvertreter |
| --------- | --------------- | ---------------------- | ------------------- | --------------------- |
| 1. Phyle  | Erechtheis      | Euonymeis (Stadt)      | Ober-Agryle         | 3                     |
| 1. Phyle  | Erechtheis      | Euonymeis (Stadt)      | Unter-Agryle        | 2                     |
| 1. Phyle  | Erechtheis      | Euonymeis (Stadt)      | Euonymon            | 10                    |
| 1. Phyle  | Erechtheis      | Kephisia? (Binnenland) | Kephisia            | 6                     |
| 1. Phyle  | Erechtheis      | Kephisia? (Binnenland) | Ober-Pergase        | 2                     |
| 1. Phyle  | Erechtheis      | Kephisia? (Binnenland) | Unter-Pergase       | 2                     |
| 1. Phyle  | Erechtheis      | Kephisia? (Binnenland) | Phegous (?)         | 1                     |
| 1. Phyle  | Erechtheis      | Kephisia? (Binnenland) | Themakos (?)        | 1                     |
| 1. Phyle  | Erechtheis      | Lamptrai? (Küste)      | Anagyrus            | 6                     |
| 1. Phyle  | Erechtheis      | Lamptrai? (Küste)      | Ober-Lamptrai       | 5                     |
| 1. Phyle  | Erechtheis      | Lamptrai? (Küste)      | Unter-Lamptrai      | 9                     |
| 1. Phyle  | Erechtheis      | Lamptrai? (Küste)      | Pambotadai (?)      | 1/2                   |
| 1. Phyle  | Erechtheis      | Lamptrai? (Küste)      | Sybridai (?)        | 1/2                   |
| 1. Phyle  | Erechtheis      | unbekannte Zuordnung   | Kedoi               | 2                     |
| 2. Phyle  | Aigeis          | Kollytos? (Stadt)      | Ober-Ankyle         | 1                     |
| 2. Phyle  | Aigeis          | Kollytos? (Stadt)      | Unter-Ankyle        | 1                     |
| 2. Phyle  | Aigeis          | Kollytos? (Stadt)      | Bate (?)            | 1 (2)                 |
| 2. Phyle  | Aigeis          | Kollytos? (Stadt)      | Erikeia (?)         | 1                     |
| 2. Phyle  | Aigeis          | Kollytos? (Stadt)      | Hestiaia            | 1                     |
| 2. Phyle  | Aigeis          | Kollytos? (Stadt)      | Kollytos            | 3                     |
| 2. Phyle  | Aigeis          | Kollytos? (Stadt)      | Kolonos             | 2                     |
| 2. Phyle  | Aigeis          | Kollytos? (Stadt)      | Myrrhinutta (?)     | 1                     |
| 2. Phyle  | Aigeis          | Kollytos? (Stadt)      | Otryne (?)          | 1                     |
| 2. Phyle  | Aigeis          | Kollytos? (Stadt)      | Plotheia            | 1                     |
| 2. Phyle  | Aigeis          | Epakria? (Binnenland)  | Gargettos           | 4                     |
| 2. Phyle  | Aigeis          | Epakria? (Binnenland)  | Erchia              | 7 (6)                 |
| 2. Phyle  | Aigeis          | Epakria? (Binnenland)  | Ikarion             | 5                     |
| 2. Phyle  | Aigeis          | Epakria? (Binnenland)  | Ionidai             | 2                     |
| 2. Phyle  | Aigeis          | Epakria? (Binnenland)  | Kydantidai (?)      | 1 (2)                 |
| 2. Phyle  | Aigeis          | Epakria? (Binnenland)  | Philaidai           | 3                     |
| 2. Phyle  | Aigeis          | Araphen? (Küste)       | Halai Araphenides   | 5                     |
| 2. Phyle  | Aigeis          | Araphen? (Küste)       | Araphen             | 2                     |
| 2. Phyle  | Aigeis          | Araphen? (Küste)       | Diomeia (?)         | 1                     |
| 2. Phyle  | Aigeis          | Araphen? (Küste)       | Phegaia             | 3 (4)                 |
| 2. Phyle  | Aigeis          | Araphen? (Küste)       | Teithras (?)        | 4                     |
| 3. Phyle  | Pandionis       | Kydathenaion (Stadt)   | Kydathenaion        | 11 (12)               |
| 3. Phyle  | Pandionis       | Paiania (Binnenland)   | Konthyle            | 1                     |
| 3. Phyle  | Pandionis       | Paiania (Binnenland)   | Oa                  | 4                     |
| 3. Phyle  | Pandionis       | Paiania (Binnenland)   | Ober-Paiania        | 1                     |
| 3. Phyle  | Pandionis       | Paiania (Binnenland)   | Unter-Paiania       | 11                    |
| 3. Phyle  | Pandionis       | Myrrhinus (Küste)      | Angele              | 2 (3)                 |
| 3. Phyle  | Pandionis       | Myrrhinus (Küste)      | Kytheros (?)        | 2                     |
| 3. Phyle  | Pandionis       | Myrrhinus (Küste)      | Myrrhinus           | 6 (8)                 |
| 3. Phyle  | Pandionis       | Myrrhinus (Küste)      | Prasiai             | 3                     |
| 3. Phyle  | Pandionis       | Myrrhinus (Küste)      | Probalinthos        | 5                     |
| 3. Phyle  | Pandionis       | Myrrhinus (Küste)      | Steiria             | 3                     |
| 4. Phyle  | Leontis         | Skambonidai (Stadt)    | Cholleidai (?)      | 2                     |
| 4. Phyle  | Leontis         | Skambonidai (Stadt)    | Halimus             | 3                     |
| 4. Phyle  | Leontis         | Skambonidai (Stadt)    | Leukonoe            | ?                     |
| 4. Phyle  | Leontis         | Skambonidai (Stadt)    | Ober-Potamos        | 2                     |
| 4. Phyle  | Leontis         | Skambonidai (Stadt)    | Unter-Potamos       | 1                     |
| 4. Phyle  | Leontis         | Skambonidai (Stadt)    | Skambonidai         | 3 (4)                 |
| 4. Phyle  | Leontis         | Hekale (Binnenland)    | Aithalidai          | 2                     |
| 4. Phyle  | Leontis         | Hekale (Binnenland)    | Eupyridai           | 2                     |
| 4. Phyle  | Leontis         | Hekale (Binnenland)    | Hekale              | 1                     |
| 4. Phyle  | Leontis         | Hekale (Binnenland)    | Hybadai (?)         | 2 (1)                 |
| 4. Phyle  | Leontis         | Hekale (Binnenland)    | Kolonai             | 2                     |
| 4. Phyle  | Leontis         | Hekale (Binnenland)    | Kropidai            | 1                     |
| 4. Phyle  | Leontis         | Hekale (Binnenland)    | Oion Kerameikon     | 1                     |
| 4. Phyle  | Leontis         | Hekale (Binnenland)    | Paionidai           | 3                     |
| 4. Phyle  | Leontis         | Hekale (Binnenland)    | Pelekes             | 2                     |
| 4. Phyle  | Leontis         | Phrearrhioi (Küste)    | Deiradiotai         | 1                     |
| 4. Phyle  | Leontis         | Phrearrhioi (Küste)    | Potamos Deiradiotai | 2                     |
| 4. Phyle  | Leontis         | Phrearrhioi (Küste)    | Phrearrhioi         | 9 (10)                |
| 4. Phyle  | Leontis         | Phrearrhioi (Küste)    | Sounion             | 4 (6)                 |
| 4. Phyle  | Leontis         | unbekannte Zuordnung   | Kettos              | ?                     |
| 5. Phyle  | Akamantis       | Cholargos (Stadt)      | Cholargos           | 4 (6)                 |
| 5. Phyle  | Akamantis       | Cholargos (Stadt)      | Eiresidai           | 1 (2)                 |
| 5. Phyle  | Akamantis       | Cholargos (Stadt)      | Eitea (?)           | 2                     |
| 5. Phyle  | Akamantis       | Cholargos (Stadt)      | Hermos              | 2                     |
| 5. Phyle  | Akamantis       | Cholargos (Stadt)      | Iphistiadai         | 1                     |
| 5. Phyle  | Akamantis       | Kerameis               | 6                   |                       |
| 5. Phyle  | Akamantis       | Sphettos (Binnenland)  | Hagnus              | 5                     |
| 5. Phyle  | Akamantis       | Sphettos (Binnenland)  | Kikynna             | 2 (3)                 |
| 5. Phyle  | Akamantis       | Sphettos (Binnenland)  | Prospalta           | 5                     |
| 5. Phyle  | Akamantis       | Sphettos (Binnenland)  | Sphettos            | 5 (7)                 |
| 5. Phyle  | Akamantis       | Thorikos (Küste)       | Kephale             | 9 (12)                |
| 5. Phyle  | Akamantis       | Thorikos (Küste)       | Poros (?)           | ?                     |
| 5. Phyle  | Akamantis       | Thorikos (Küste)       | Thorikos            | 5 (6)                 |
| 6. Phyle  | Oineis          | Lakiadai (Stadt)       | Boutadai            | 1                     |
| 6. Phyle  | Oineis          | Lakiadai (Stadt)       | Epikephisia         | 1 (2)                 |
| 6. Phyle  | Oineis          | Lakiadai (Stadt)       | Hippotomadai (?)    | 1                     |
| 6. Phyle  | Oineis          | Lakiadai (Stadt)       | Lakiadai            | 2 (3)                 |
| 6. Phyle  | Oineis          | Lakiadai (Stadt)       | Lousia              | 1                     |
| 6. Phyle  | Oineis          | Lakiadai (Stadt)       | Perithoidai         | 3                     |
| 6. Phyle  | Oineis          | Lakiadai (Stadt)       | Ptelea              | 1                     |
| 6. Phyle  | Oineis          | Pedieis (Binnenland)   | Acharnai            | 22                    |
| 6. Phyle  | Oineis          | Pedieis (Binnenland)   | Tyrmeidai (?)       | 1 (2)                 |
| 6. Phyle  | Oineis          | Thria (Küste)          | Kothokidai          | 2                     |
| 6. Phyle  | Oineis          | Thria (Küste)          | Oe                  | 6 (7)                 |
| 6. Phyle  | Oineis          | Thria (Küste)          | Phyle               | 2                     |
| 6. Phyle  | Oineis          | Thria (Küste)          | Thria               | 7 (8)                 |
| 7. Phyle  | Kekropis        | Melite? (Stadt)        | Daidalidai          | 1                     |
| 7. Phyle  | Kekropis        | Melite? (Stadt)        | Melite              | 7                     |
| 7. Phyle  | Kekropis        | Melite? (Stadt)        | Xypete              | 7                     |
| 7. Phyle  | Kekropis        | Athmonon (Binnenland)  | Athmonon            | 5 (6?)                |
| 7. Phyle  | Kekropis        | Athmonon (Binnenland)  | Phlya               | 5? (6?)               |
| 7. Phyle  | Kekropis        | Athmonon (Binnenland)  | Pithos              | 3 (4 bzw. 5)          |
| 7. Phyle  | Kekropis        | Athmonon (Binnenland)  | Sypalettos          | 2                     |
| 7. Phyle  | Kekropis        | Athmonon (Binnenland)  | Trinemeia           | 2                     |
| 7. Phyle  | Kekropis        | Aixone? (Küste)        | Aixone              | 8                     |
| 7. Phyle  | Kekropis        | Aixone? (Küste)        | Halai Aixonides     | 6 (10)                |
| 7. Phyle  | Kekropis        | unbekannte Zuordnung   | Epieikidai          | ?                     |
| 8. Phyle  | Hippoth(e)ontis | Peiraeus (Stadt)       | Eroiadai            | 1                     |
| 8. Phyle  | Hippoth(e)ontis | Peiraeus (Stadt)       | Keiriadai           | 2                     |
| 8. Phyle  | Hippoth(e)ontis | Peiraeus (Stadt)       | Koile               | 3                     |
| 8. Phyle  | Hippoth(e)ontis | Peiraeus (Stadt)       | Korydallos          | 1                     |
| 8. Phyle  | Hippoth(e)ontis | Peiraeus (Stadt)       | Peiraieus           | 8                     |
| 8. Phyle  | Hippoth(e)ontis | Peiraeus (Stadt)       | Thymaitadai         | 2                     |
| 8. Phyle  | Hippoth(e)ontis | Dekeleia? (Binnenland) | Dekeleia            | 4                     |
| 8. Phyle  | Hippoth(e)ontis | Dekeleia? (Binnenland) | Oion Dekeleikon     | 3                     |
| 8. Phyle  | Hippoth(e)ontis | Eleusis (Küste)        | Acherdous (?)       | 1                     |
| 8. Phyle  | Hippoth(e)ontis | Eleusis (Küste)        | Auridai (?)         | 1                     |
| 8. Phyle  | Hippoth(e)ontis | Eleusis (Küste)        | Azenia (?)          | 2                     |
| 8. Phyle  | Hippoth(e)ontis | Eleusis (Küste)        | Elaious (?)         | 2                     |
| 8. Phyle  | Hippoth(e)ontis | Eleusis (Küste)        | Eleusis             | 11?                   |
| 8. Phyle  | Hippoth(e)ontis | Eleusis (Küste)        | Hamaxanteia (?)     | 1                     |
| 8. Phyle  | Hippoth(e)ontis | Eleusis (Küste)        | Kopros              | 2                     |
| 8. Phyle  | Hippoth(e)ontis | Eleusis (Küste)        | Oinoe im Westen     | 4                     |
| 8. Phyle  | Hippoth(e)ontis | unbekannte Zuordnung   | Anakaia             | 3                     |
| 9. Phyle  | Aiantis         | Phaleron? (Stadt)      | Phaleron            | 9 (13)                |
| 9. Phyle  | Aiantis         | Aphidna? (Binnenland)  | Aphidna             | 16                    |
| 9. Phyle  | Aiantis         | Tetrapolis (Küste)     | Marathon            | 10?                   |
| 9. Phyle  | Aiantis         | Tetrapolis (Küste)     | Oinoe im Osten      | 4                     |
| 9. Phyle  | Aiantis         | Tetrapolis (Küste)     | Rhamnous            | 8 (12)                |
| 9. Phyle  | Aiantis         | Tetrapolis (Küste)     | Trikory(n)thos      | 3 (6)                 |
| 10. Phyle | Antiochis       | Alopeke (Stadt)        | Alopeke             | 10 (12)               |
| 10. Phyle | Antiochis       | Alopeke (Stadt)        | Eitea (?)           | 2                     |
| 10. Phyle | Antiochis       | Alopeke (Stadt)        | Eroiadai (?)        | 1 (2)                 |
| 10. Phyle | Antiochis       | Alopeke (Stadt)        | Kolonai (?)         | 2                     |
| 10. Phyle | Antiochis       | Alopeke (Stadt)        | Krioa (?)           | 1 (2)                 |
| 10. Phyle | Antiochis       | Alopeke (Stadt)        | Semachidai (?)      | 1                     |
| 10. Phyle | Antiochis       | Pallene (Binnenland)   | Pallene             | 6                     |
| 10. Phyle | Antiochis       | Anaphlystos (Küste)    | Aigilia             | 6                     |
| 10. Phyle | Antiochis       | Anaphlystos (Küste)    | Amphitrope          | 2                     |
| 10. Phyle | Antiochis       | Anaphlystos (Küste)    | Anaphlystos         | 10                    |
| 10. Phyle | Antiochis       | Anaphlystos (Küste)    | Atene               | 3                     |
| 10. Phyle | Antiochis       | Anaphlystos (Küste)    | Besa                | 2                     |
| 10. Phyle | Antiochis       | Anaphlystos (Küste)    | Thorai              | 4                     |

### Rat der 500
Das institutionelle Zentrum des Kleisthenischen Reformwerks war der neugeschaffene Rat der 500, dessen Zusammensetzung und Funktion in engem Zusammenhang stand mit der fundamental geänderten Phylenordnung. Die neuere Forschung steht mehrheitlich dafür, dass es sich bei diesem Rat der 500 um eine der neuen politischen Grundordnung angepasste Weiterentwicklung des Solonischen Rates der 400 handelte: Jede der nunmehr 10 Phylen delegierte 50 Mitglieder in den Rat der 500. Theoretisch war der Zugang unabhängig von der Einkommensklasse, also auch die Theten durften in den Rat einziehen. Da es jedoch in den Demen eine Vorauswahl der Kandidaten durch den Demarchen (eine Art Bürgermeister) gab, unter denen dann das Los entschied, waren die Theten im Nachteil, denn dieser orientierte sich doch an der Schichtzugehörigkeit.
Damit war nun eine möglichst gleichmäßige Repräsentation der einzelnen Regionen Attikas verbunden und die Stärkung der Einheit von städtischer und ländlicher Bevölkerung systematisch vorangetrieben. Denn die regelmäßige Benennung und Entsendung von Ratsmitgliedern banden die verschiedenen Regionen Attikas stärker an das politische Geschehen in Athens Mitte: „So wurde letztlich auch den Bürgern fernab vom Zentrum deutlich, daß die Einheit und Gemeinschaft des Gesamtverbandes der Polis eine höhere Ebene und Gemeinschaft darstellte als die lokalen oder regionalen Bereiche und daß jeder Bürger Teil einer Gesamtheit war, die in der Ekklesia letzte Entscheidungen zu treffen hatte.“
Die Vertretungsdichte der Vollbürger im Rat der 500 war vergleichsweise hoch: Auf 60 Politen kam ein Ratsherr. Dies bewirkte eine intensive Rückkopplung zwischen den Randgebieten Attikas und dem Athener politischen Zentrum. Auch die Anliegen der Abwesenden kamen auf diese Weise zur Sprache.

## Folgeregelungen in politischer und militärischer Hinsicht
Die Kleisthenische Phylenreform brachte neben den unmittelbaren Auswirkungen auf die politischen Strukturen in Attika auch Anschlussfolgen mit sich, die ihre Bedeutung unterstrichen und sie zu festigen geeignet waren. Im Zeitraum 503 – 501 v. Chr. ist die Einführung des Buleuteneids anzusetzen, der von Mitgliedern des Rates der 500 im Hinblick auf die Ausübung ihrer Funktion zu leisten war. Sie dürften sich damit verpflichtet haben, ihre Tätigkeit rechtmäßig und in Übereinstimmung mit der Polisordnung zum Wohle der Athener auszuüben.
Ebenfalls in diese Zeit fällt als wichtige Neuerung in der Organisation des attischen Militärs die Schaffung des Strategenamts. Der Zusammenhang mit der Kleisthenischen Phylenordnung ist dabei sehr deutlich; denn diese militärische Führungsfunktion wurde an zehn gewählte Amtsinhaber zugleich vergeben: an je einen Vertreter aus den 10 neu gebildeten Phylen. „Durch die Wahl in der Volksversammlung sollte aber garantiert werden, daß jeder Stratege auch das Vertrauen des gesamten Demos besaß. Deshalb konnte jeder Strategos gegebenenfalls nicht nur das „Regiment“ (Taxis) seiner Phyle, sondern auch eine aus den Aufgeboten mehrerer Phylen bestehende Streitmacht befehligen.“
Auch das Scherbengericht (Ostrakismos), das erst in den 80er Jahren des 5. Jahrhunderts v. Chr. durch archäologische Funde bezeugt ist, spiegelte den Geist der Kleisthenischen Reformen: Vorbeugung einer Tyrannis und adliger Machtrivalitäten in Form der Stasis. Denn die Ostrakisierung eines potentiellen Machtusurpators durch die Mehrheit der abstimmenden Vollbürger wirkte individuellen Herrschaftsambitionen entgegen, ohne doch die gegebenenfalls Betroffenen dauerhaft zu entrechten oder zu enteignen; nichts also, was soziale Rangordnung oder Eigentumsverhältnisse berührte. Unabhängig davon, ob die Einführung des Ostrakismos tatsächlich auf Kleisthenes zurückgeht, wird in der Anwendung des Scherbengerichts zweierlei deutlich: Die Adligen hatten und nahmen anscheinend weiterhin großen Einfluss auf das politische Geschehen in Athen. Ihre Auseinandersetzungen kamen im Falle der Eskalation nun aber vor die Volksversammlung.

## Historische Einordnung
Das Reformwerk des Kleisthenes lässt sich anhand der Überlieferung relativ deutlich konturieren; über den Urheber selbst ist aber nicht viel bekannt. Einig scheint die neuere Forschung darin, dass der Kleisthenische Reformansatz auf der gegen die Tyrannenherrschaft gerichteten Leitforderung nach Isonomie beruhte und chancengleiche politische Mitwirkungsrechte unter den die Sozialstruktur Athens nach wie vor prägenden Adelshäusern gewährleisten sollte. Betont wird auch, dass dies noch keinen Übergang zur Demokratie bedeutete, den Weg dahin aber ermöglichte.

### Bedeutender Staatsmann – in spärlichem Quellenlicht
Was Herodot im 5. und die Athenaion politeia im 4. Jahrhundert v. Chr. zu den Kleisthenischen Reformen ausführten, lässt eine Rekonstruktion der Grundzüge zu. Angaben zur Person und Lebensgeschichte von Kleisthenes selbst sind, anders als bei Solon zum Beispiel, höchst spärlich und enthalten kaum mehr als die Erwähnung seines Archontats (525/524 v. Chr.), seiner Exilaktivitäten zum Sturz der Peisistratiden-Tyrannis und seiner Auseinandersetzung mit Isagoras um die politische Führung in Athen. Gleichwohl stand er diesen Quellenzeugnissen gemäß als wegweisender politischer Reformer in hohem Ansehen, bei Herodot sogar als derjenige, der in Athen die Demokratie eingerichtet hatte.
Die neuere Forschung betont gleichfalls die bedeutende Rolle, die Kleisthenes in der politischen Entwicklung Athens gespielt hat. Konrad Kinzl urteilt: „Kleisthenes repräsentiert nicht den turmhoch über allen stehenden staatsmännischen Giganten, der, von der Vision eines demokratisch regierten Athen besessen, diese unerschrocken in die Tat umsetzt, ohne Rücksicht auf die politischen Gegebenheiten. Vielmehr ist er symbolisch für den praktischen Alltagspolitiker, dem es daher gelang, vor dem Hintergrund der Erfahrungen und Fehler der Vergangenheit sowie den vordringlichen Erfordernissen der Gegenwart einfach Konsens in der Politik zu suchen und zu finden, doch völlig Aristokrat in aristokratischer Landschaft.“
Kurt Raaflaub dehnt seine Einschätzung des Ostrakismos, den er als geniale Idee ansieht, auf das gesamte Reformprogramm des Kleisthenes aus: „Es war komplex und rational, ohne doch die gewachsenen Einheiten zu verletzen, in die sich Bürgerschaft und Territorium der Polis natürlich gliederten. Es berücksichtigte die Bedürfnisse des Adels und des Volkes, der Dörfer, Regionen und Gesamtpolis. […] Als politischer Theoretiker und zugleich Pragmatiker von höchstem Kaliber stellt sich Kleisthenes würdig neben Solon und Perikles.“

### Leitprinzip Eunomie
Erfinder einer nahezu perfekten Form der Isonomie ist Kleisthenes für Raaflaub. Um die Mitte des 6. Jahrhunderts v. Chr. sei der Begriff in Athen aufgekommen – in anderen Poleis womöglich noch früher –, und zwar im Zusammenhang mit der adligen Opposition gegen die Tyrannis, die ihrerseits bereits die sozialen und wirtschaftlichen Voraussetzungen für die Gleichberechtigung breiterer Schichten und für die Integration der Polis verbessert habe. „Die intellektuellen Voraussetzungen für die Verwirklichung isonomer Polisordnungen schließlich wurden in einem langen Prozeß geschaffen, der auf vielen, den Griechen weitgehend gemeinsamen Faktoren beruhte und von zahlreichen Persönlichkeiten in verschiedenen Teilen Griechenlands getragen wurde.“
Ebenso wenig war eine neue Einteilung und Organisation der Bürgerschaft aufgrund einer territorialen Neugliederung nur in Attika anzutreffen. Auch andere Poleis wurden einer derartigen Reorganisation unterzogen, nicht zuletzt zwecks Rekrutierung einer zahlenmäßig starken Hoplitenstreitmacht. Für Athen selbst bildeten die aufgrund der Kleisthenischen Reformen zustande gekommenen Neuerungen in der militärischen Organisation, so Karl-Wilhelm Welwei, eine wichtige Voraussetzung für den Erfolg des athenischen Hoplitenaufgebots bei Marathon.
Die mit der Phylenreform verbundene Durchmischung der Bürgerschaft wurde bereits in der Antike als Reformziel des Kleisthenes erkannt. Speziell der neu geschaffene Rat der 500 ist für Raaflaub der Ort des Interessenausgleichs in der topographisch stark gegliederten und wirtschaftlich differenzierten attischen Polis: „Indem in jede Phyle Bürger aus verschiedenen Teilen Attikas eingeteilt wurden, lernten diese einander und ihre verschiedenen Situationen und Bedürfnisse kennen. Es entstanden Vertrautheit und Solidarität. Von den Phylenanlässen, Rat und Heer aus übertrugen diese sich auch auf andere Organe der Gesamtpolis: die Versammlung und die Heliaia (Volksgericht). Die Bürgerschaft Attikas wuchs so zusammen: Es entstand trotz ihres großen Territoriums eine integrierte Polis.“
Kinzl sieht durch die Kleisthenischen Reformen auch das Prinzip der Rechtssicherheit und des gleichen Rechts für alle gestärkt. „Das Werk des Kleisthenes und seiner Mitstreiter, Mitläufer und Nachfolger erwies sich als ein voller Erfolg – sofern Erfolg in der Politik überhaupt möglich ist. Stasis als ‚legitimes’ Mittel, die politische Macht zu erringen, war ebenso erfolgreich ausgeschaltet worden wie Tyrannis als eine Regierungsform.“

### Tor zur Demokratie
Die neuere althistorische Forschung lehnt es laut Raaflaub weit überwiegend ab, die Kleisthenische Neuordnung als Demokratie anzusehen. Konzept und Begriff der Demokratie hätten seinerzeit noch jenseits des Vorstellbaren gelegen. Erst etwa im letzten Drittel des 5. Jahrhunderts v. Chr. ist der Begriff demokratia überhaupt bezeugt.
Wohl aber stelle die Kleisthenische Ordnung „eine entscheidende Vorstufe und Grundlage dar, auf der sich schließlich die Demokratie herauszubilden vermochte.“ Dazu bedurfte es aber der außerordentlichen Bedingungen nach den Perserkriegen und der Vormachtstellung Athens im attischen Seebund. Den vorbereitenden Beitrag des Kleisthenes zur späteren attischen Demokratie umreißt Raaflaub so: „Er hat ein System eingeführt, das die Integration aller Bürger und Interessen möglich machte und damit die Polis nach einer Zeit der Krise, der Konflikte und der Tyrannis stabilisierte. Seine Ordnung schuf die Voraussetzungen dafür, daß die Bürger in ihre politische Verantwortung hineinwuchsen, daß ein neuer und hochwertiger Bürgerbegriff entstand und daß die Athener in gegenseitiger Vertrautheit und Solidarität auch nach außen geschlossen auftreten und damit zur politisch und kulturell führenden Macht Griechenlands werden konnten.“